# تاسوتا
تاسوتا (به لاتین: Tasuta) یک منطقهٔ مسکونی در روسیه است که در داغستان واقع شده‌است.